# Australian Open 2014
Die 102. Australian Open fanden vom 13. bis 26. Januar 2014 in Melbourne statt.
Titelverteidiger im Einzel waren Novak Đoković bei den Herren sowie Wiktoryja Asaranka bei den Damen. Im Herrendoppel waren dies Bob und Mike Bryan, im Damendoppel Sara Errani und Roberta Vinci. Titelverteidiger im Mixed waren Jarmila Gajdošová und Matthew Ebden.

## Herreneinzel
Setzliste
| Nr. | Spieler               | Erreichte Runde |
| --- | --------------------- | --------------- |
| 01. | Rafael Nadal          | Finale          |
| 02. | Novak Đoković         | Viertelfinale   |
| 03. | David Ferrer          | Viertelfinale   |
| 04. | Andy Murray           | Viertelfinale   |
| 05. | Juan Martín del Potro | 2. Runde        |
| 06. | Roger Federer         | Halbfinale      |
| 07. | Tomáš Berdych         | Halbfinale      |
| 08. | Stanislas Wawrinka    | Sieg            |
| 09. | Richard Gasquet       | 3. Runde        |
| 10. | Jo-Wilfried Tsonga    | Achtelfinale    |
| 11. | Milos Raonic          | 3. Runde        |
| 12. | Tommy Haas            | 1. Runde        |
| 13. | John Isner            | 1. Runde        |
| 14. | Michail Juschny       | 2. Runde        |
| 15. | Fabio Fognini         | Achtelfinale    |
| 16. | Kei Nishikori         | Achtelfinale    |

| Nr. | Spieler               | Erreichte Runde |
| --- | --------------------- | --------------- |
| 17. | Tommy Robredo         | Achtelfinale    |
| 18. | Gilles Simon          | 3. Runde        |
| 19. | Kevin Anderson        | Achtelfinale    |
| 20. | Jerzy Janowicz        | 3. Runde        |
| 21. | Philipp Kohlschreiber | Rückzug         |
| 22. | Grigor Dimitrow       | Viertelfinale   |
| 23. | Ernests Gulbis        | 2. Runde        |
| 24. | Andreas Seppi         | 2. Runde        |
| 25. | Gaël Monfils          | 3. Runde        |
| 26. | Feliciano López       | 3. Runde        |
| 27. | Benoît Paire          | 3. Runde        |
| 28. | Vasek Pospisil        | 3. Runde        |
| 29. | Jérémy Chardy         | 3. Runde        |
| 30. | Dmitri Tursunow       | 2. Runde        |
| 31. | Fernando Verdasco     | 2. Runde        |
| 32. | Ivan Dodig            | 2. Runde        |

→ Qualifikation: Australian Open 2014/Herreneinzel/Qualifikation

## Dameneinzel
Setzliste
| Nr. | Spielerin            | Erreichte Runde |
| --- | -------------------- | --------------- |
| 01. | Serena Williams      | Achtelfinale    |
| 02. | Wiktoryja Asaranka   | Viertelfinale   |
| 03. | Marija Scharapowa    | Achtelfinale    |
| 04. | Li Na                | Sieg            |
| 05. | Agnieszka Radwańska  | Halbfinale      |
| 06. | Petra Kvitová        | 1. Runde        |
| 07. | Sara Errani          | 1. Runde        |
| 08. | Jelena Janković      | Achtelfinale    |
| 09. | Angelique Kerber     | Achtelfinale    |
| 10. | Caroline Wozniacki   | 3. Runde        |
| 11. | Simona Halep         | Viertelfinale   |
| 12. | Roberta Vinci        | 1. Runde        |
| 13. | Sloane Stephens      | Achtelfinale    |
| 14. | Ana Ivanović         | Viertelfinale   |
| 15. | Sabine Lisicki       | 2. Runde        |
| 16. | Carla Suárez Navarro | 3. Runde        |
| 17. | Samantha Stosur      | 3. Runde        |

| Nr. | Spielerin                    | Erreichte Runde |
| --- | ---------------------------- | --------------- |
| 18. | Kirsten Flipkens             | 2. Runde        |
| 19. | Swetlana Kusnezowa           | 1. Runde        |
| 20. | Dominika Cibulková           | Finale          |
| 21. | Sorana Cîrstea               | 1. Runde        |
| 22. | Jekaterina Makarowa          | Achtelfinale    |
| 23. | Jelena Wesnina               | 1. Runde        |
| 24. | Kaia Kanepi                  | 1. Runde        |
| 25. | Alizé Cornet                 | 3. Runde        |
| 26. | Lucie Šafářová               | 3. Runde        |
| 27. | Jamie Hampton                | Rückzug         |
| 28. | Flavia Pennetta              | Viertelfinale   |
| 29. | Anastassija Pawljutschenkowa | 3. Runde        |
| 30. | Eugenie Bouchard             | Halbfinale      |
| 31. | Daniela Hantuchová           | 3. Runde        |
| 32. | Magdaléna Rybáriková         | 2. Runde        |
| 33. | Bojana Jovanovski            | 2. Runde        |

→ Qualifikation: Australian Open 2014/Dameneinzel/Qualifikation

## Herrendoppel
Setzliste
| Nr. | Paarung                            | Erreichte Runde |
| --- | ---------------------------------- | --------------- |
| 01. | Bob Bryan Mike Bryan               | Achtelfinale    |
| 02. | Alexander Peya Bruno Soares        | Achtelfinale    |
| 03. | David Marrero Fernando Verdasco    | 2. Runde        |
| 04. | Ivan Dodig Marcelo Melo            | Achtelfinale    |
| 05. | Leander Paes Radek Štěpánek        | Viertelfinale   |
| 06. | Marcel Granollers Marc López       | 2. Runde        |
| 07. | Rohan Bopanna Aisam-ul-Haq Qureshi | Achtelfinale    |
| 08. | Daniel Nestor Nenad Zimonjić       | Halbfinale      |

| Nr. | Paarung                                 | Erreichte Runde |
| --- | --------------------------------------- | --------------- |
| 09. | Mariusz Fyrstenberg Marcin Matkowski    | Achtelfinale    |
| 10. | Jean-Julien Rojer Horia Tecău           | 2. Runde        |
| 11. | Julien Benneteau Édouard Roger-Vasselin | Achtelfinale    |
| 12. | Treat Huey Dominic Inglot               | Viertelfinale   |
| 13. | Michaël Llodra Nicolas Mahut            | Halbfinale      |
| 14. | Łukasz Kubot Robert Lindstedt           | Sieg            |
| 15. | Jamie Murray John Peers                 | 2. Runde        |
| 16. | Santiago González Scott Lipsky          | 1. Runde        |

## Damendoppel
Setzliste
| Nr. | Paarung                            | Erreichte Runde |
| --- | ---------------------------------- | --------------- |
| 01. | Sara Errani Roberta Vinci          | Sieg            |
| 02. | Peng Shuai Hsieh Su-wei            | 2. Runde        |
| 03. | Jekaterina Makarowa Jelena Wesnina | Finale          |
| 04. | Květa Peschke Katarina Srebotnik   | Halbfinale      |
| 05. | Ashleigh Barty Casey Dellacqua     | 2. Runde        |
| 06. | Cara Black Sania Mirza             | Viertelfinale   |
| 07. | Andrea Hlaváčková Lucie Šafářová   | Viertelfinale   |
| 08. | Raquel Kops-Jones Abigail Spears   | Halbfinale      |

| Nr. | Paarung                                  | Erreichte Runde |
| --- | ---------------------------------------- | --------------- |
| 09. | Alla Kudrjawzewa Anastasia Rodionova     | 1. Runde        |
| 10. | Marina Eraković Zheng Jie                | 1. Runde        |
| 11. | Anna-Lena Grönefeld Mirjana Lučić-Baroni | 2. Runde        |
| 12. | Kristina Mladenovic Flavia Pennetta      | 2. Runde        |
| 13. | Chan Hao-ching Liezel Huber              | Achtelfinale    |
| 14. | Julia Görges Barbora Záhlavová-Strýcová  | 2. Runde        |
| 15. | Daniela Hantuchová Lisa Raymond          | Achtelfinale    |
| 16. | Vania King Galina Woskobojewa            | 2. Runde        |

## Mixed
Setzliste
| Nr. | Paarung                            | Erreichte Runde |
| --- | ---------------------------------- | --------------- |
| 01. | Anna-Lena Grönefeld Alexander Peya | Achtelfinale    |
| 02. | Katarina Srebotnik Rohan Bopanna   | Viertelfinale   |
| 03. | Liezel Huber Marcelo Melo          | 1. Runde        |
| 04. | Andrea Hlaváčková Maks Mirny       | Achtelfinale    |

| Nr. | Paarung                              | Erreichte Runde |
| --- | ------------------------------------ | --------------- |
| 05. | Anabel Medina Garrigues Bruno Soares | Viertelfinale   |
| 06. | Sania Mirza Horia Tecău              | Finale          |
| 07. | Květa Peschke Marcin Matkowski       | Achtelfinale    |
| 08. | Jelena Wesnina Mahesh Bhupathi       | Achtelfinale    |

## Junioreneinzel
Setzliste
| Nr. | Spieler          | Erreichte Runde |
| --- | ---------------- | --------------- |
| 01. | Alexander Zverev | Sieg            |
| 02. | Stefan Kozlov    | Finale          |
| 03. | Johan Tatlot     | 1. Runde        |
| 04. | Roman Safiullin  | 1. Runde        |
| 05. | Michael Mmoh     | 2. Runde        |
| 06. | Filippo Baldi    | 1. Runde        |
| 07. | Quentin Halys    | Halbfinale      |
| 08. | Daniil Medwedew  | Achtelfinale    |

| Nr. | Spieler         | Erreichte Runde |
| --- | --------------- | --------------- |
| 09. | Kamil Majchrzak | Viertelfinale   |
| 10. | Andrei Rubljow  | Viertelfinale   |
| 11. | Chung Hyeon     | Viertelfinale   |
| 12. | Lee Duck-hee    | Achtelfinale    |
| 13. | Lucas Miedler   | 2. Runde        |
| 14. | Jumpei Yamasaki | 2. Runde        |
| 15. | Marcelo Zormann | Achtelfinale    |
| 16. | Naoki Nakagawa  | 2. Runde        |

## Juniorinneneinzel
Setzliste
| Nr. | Spielerin               | Erreichte Runde |
| --- | ----------------------- | --------------- |
| 01. | Warwara Flink           | 2. Runde        |
| 02. | Ivana Jorović           | Viertelfinale   |
| 03. | Anhelina Kalinina       | 2. Runde        |
| 04. | Jelisaweta Kulitschkowa | Sieg            |
| 05. | Xu Shilin               | 2. Runde        |
| 06. | Jeļena Ostapenko        | Viertelfinale   |
| 07. | Sun Ziyue               | Halbfinale      |
| 08. | Nina Stojanović         | 1. Runde        |

| Nr. | Spielerin                 | Erreichte Runde |
| --- | ------------------------- | --------------- |
| 09. | Katie Boulter             | Achtelfinale    |
| 10. | Anastassija Komardina     | Viertelfinale   |
| 11. | You Xiaodi                | 1. Runde        |
| 12. | Priscilla Hon             | 1. Runde        |
| 13. | Sara Tomic                | 1. Runde        |
| 14. | Katrine Isabel Steffensen | 2. Runde        |
| 15. | Fiona Ferro               | Achtelfinale    |
| 16. | Fanny Stollár             | 1. Runde        |

## Juniorendoppel
Setzliste
| Nr. | Paarung                         | Erreichte Runde |
| --- | ------------------------------- | --------------- |
| 01. | Stefan Kozlov Michael Mmoh      | Viertelfinale   |
| 02. | Andrei Rubljow Alexander Zverev | Viertelfinale   |
| 03. | Quentin Halys Johan Tatlot      | Finale          |
| 04. | Daniil Medwedew Roman Safiullin | Viertelfinale   |

| Nr. | Paarung                        | Erreichte Runde |
| --- | ------------------------------ | --------------- |
| 05. | Lucas Miedler Bradley Mousley  | Sieg            |
| 06. | Filippo Baldi Johannes Härteis | Achtelfinale    |
| 07. | Omar Jasika Kamil Majchrzak    | Halbfinale      |
| 08. | Chung Hyeon Sumit Nagal        | 1. Runde        |

## Juniorinnendoppel
Setzliste
| Nr. | Paarung                                   | Erreichte Runde |
| --- | ----------------------------------------- | --------------- |
| 01. | Anhelina Kalinina Jelisaweta Kulitschkowa | Sieg            |
| 02. | Katie Boulter Ivana Jorović               | Finale          |
| 03. | Xu Shilin You Xiaodi                      | Achtelfinale    |
| 04. | Anastassija Komardina Nina Stojanović     | Halbfinale      |

| Nr. | Paarung                                   | Erreichte Runde |
| --- | ----------------------------------------- | --------------- |
| 05. | Fanny Stollár Isabelle Wallace            | Viertelfinale   |
| 06. | Kamonwan Buayam Sara Tomic                | Achtelfinale    |
| 07. | Michaela Gordon Katrine Isabel Steffensen | Achtelfinale    |
| 08. | Priscilla Hon Jil Teichmann               | Viertelfinale   |

## Herreneinzel-Rollstuhl
Setzliste
| Nr. | Spieler         | Erreichte Runde |
| --- | --------------- | --------------- |
| 01. | Shingo Kunieda  | Sieg            |
| 02. | Stéphane Houdet | Halbfinale      |

## Dameneinzel-Rollstuhl
Setzliste
| Nr. | Spielerin         | Erreichte Runde |
| --- | ----------------- | --------------- |
| 01. | Sabine Ellerbrock | Sieg            |
| 02. | Yui Kamiji        | Finale          |

## Herrendoppel-Rollstuhl
Setzliste
| Nr. | Paarung                        | Erreichte Runde |
| --- | ------------------------------ | --------------- |
| 01. | Stéphane Houdet Shingo Kunieda | Sieg            |
| 02. | Gordon Reid Maikel Scheffers   | Finale          |

## Damendoppel-Rollstuhl
Setzliste
| Nr. | Paarung                        | Erreichte Runde |
| --- | ------------------------------ | --------------- |
| 01. | Yui Kamiji Jordanne Whiley     | Sieg            |
| 02. | Marjolein Buis Jiske Griffioen | Finale          |